# Getreidespeicher

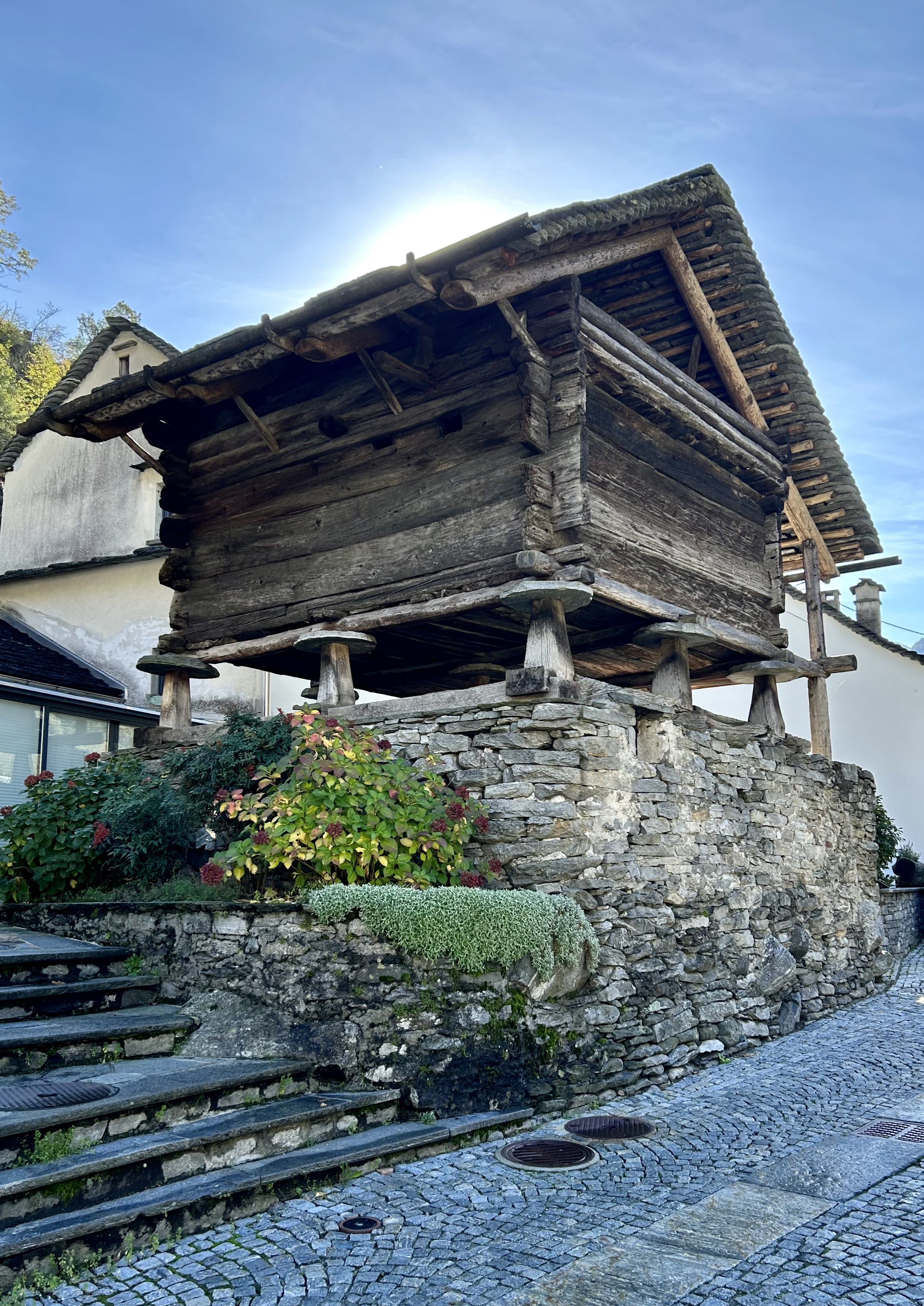
Roggenspeicher Torba ’d Padovágn auf pilzförmigen Mäusesteinen, Bignasco, Valle Maggia (erbaut 1438)

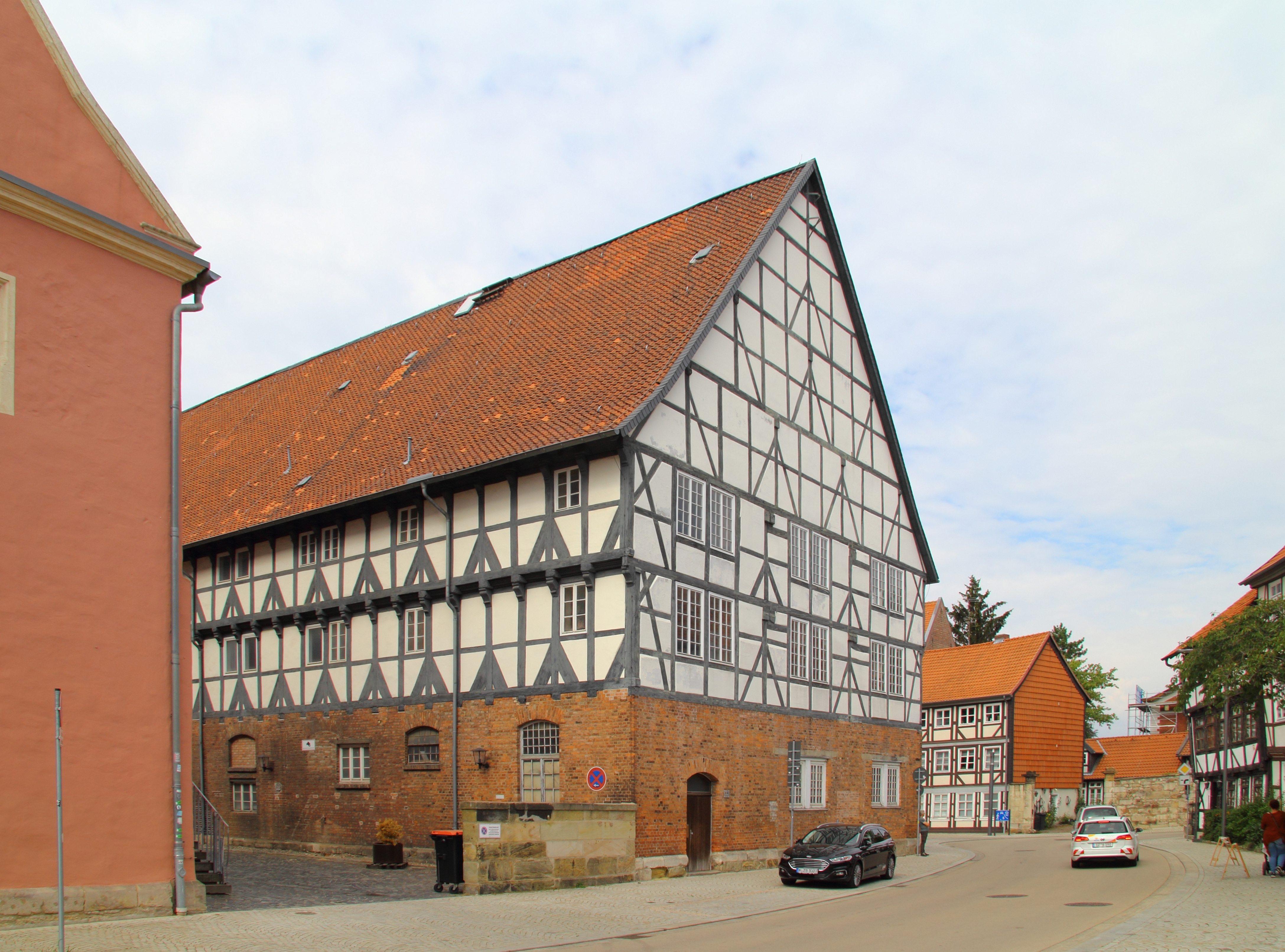
Kornspeicher Wolfenbüttel aus dem 17. Jahrhundert

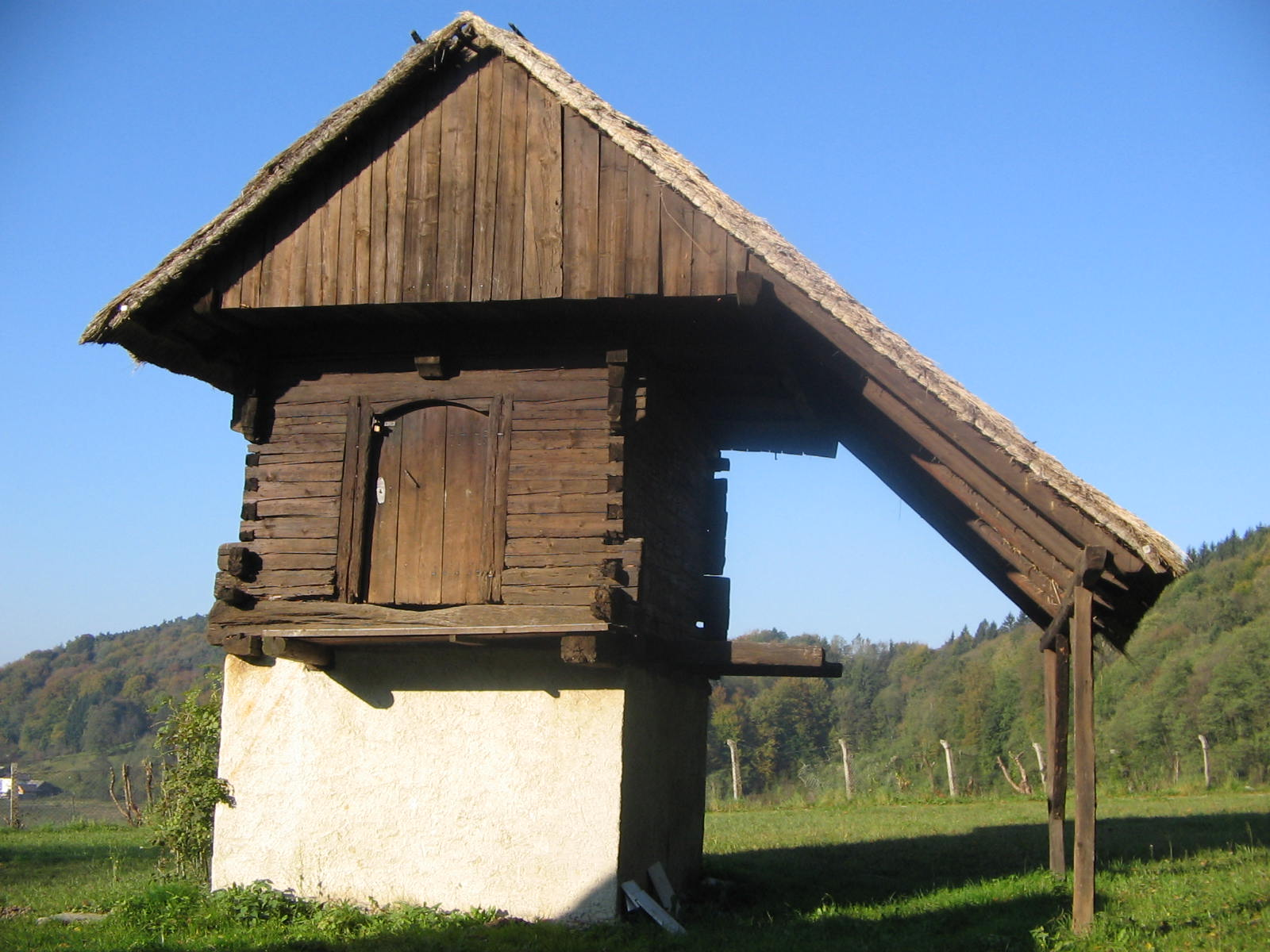
Kleiner Kornspeicher in Slowenien (erbaut um 1800)

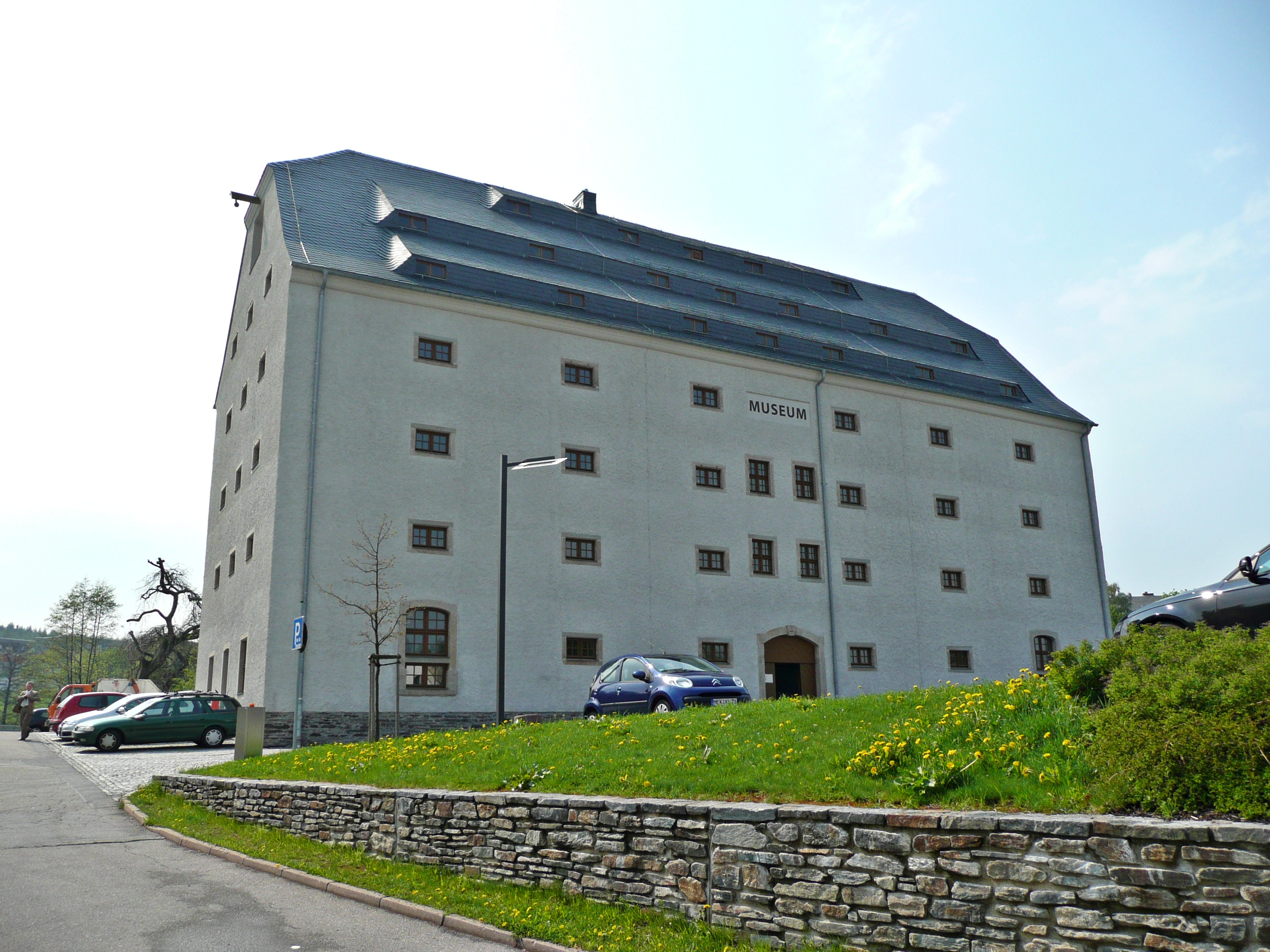
Bergmagazin in Marienberg (erbaut um 1809, heute Museum)

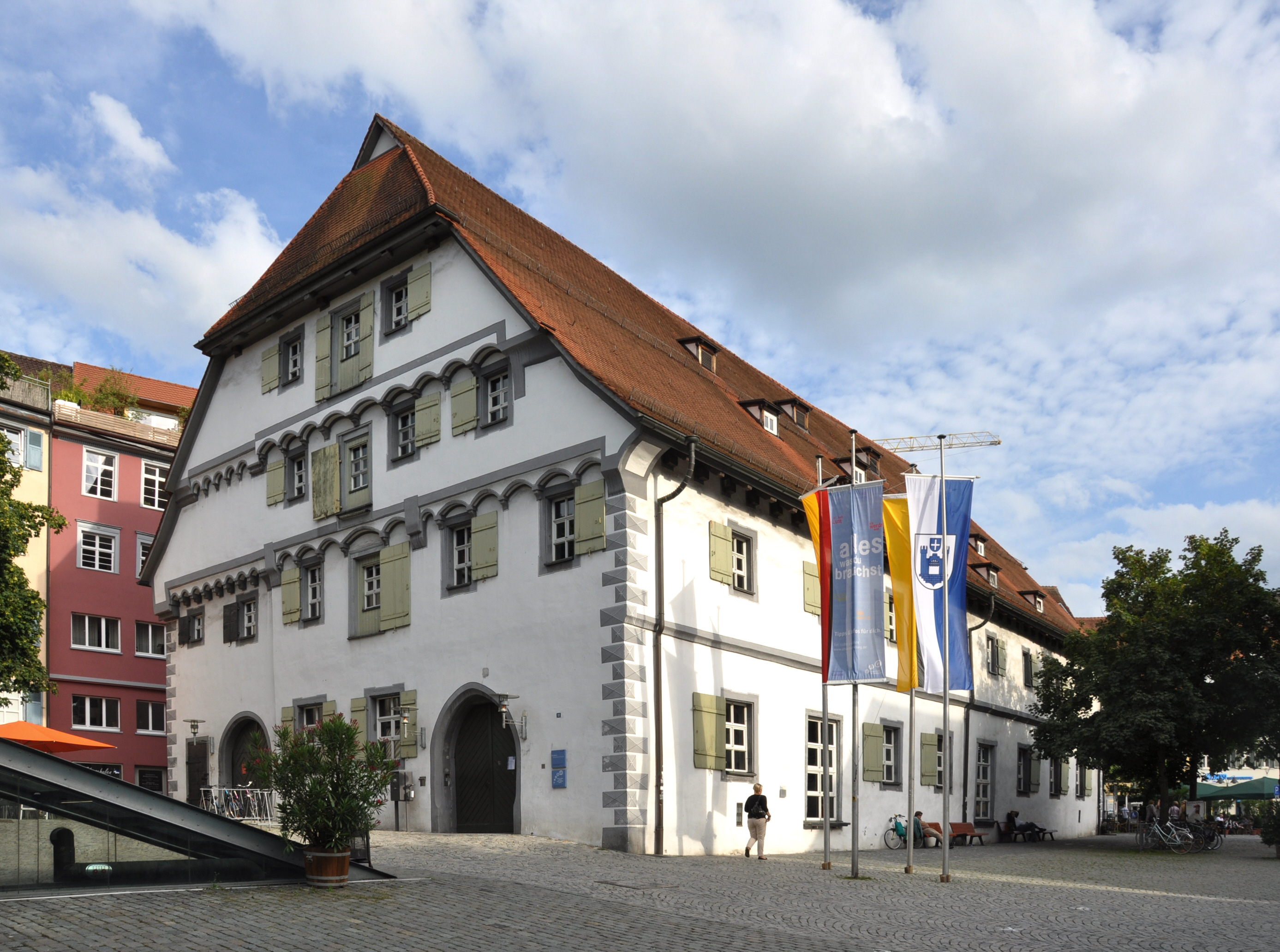
Kornhaus in Ravensburg (erbaut um 1452, heute Bibliothek)

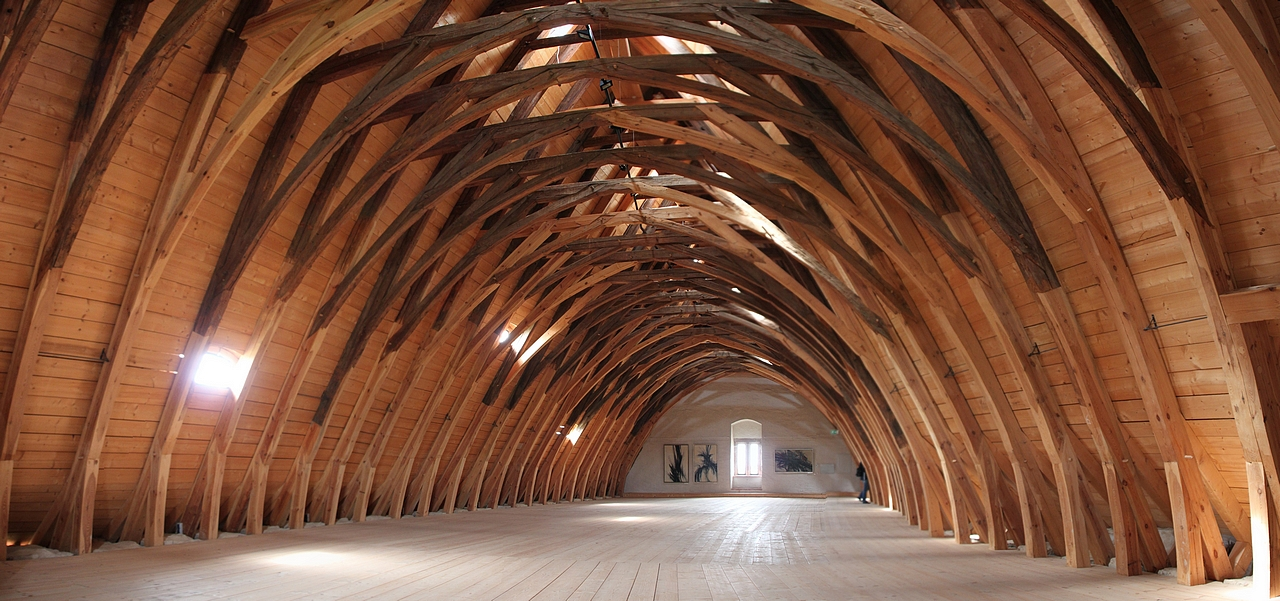
Kornhausboden der Burg Mildenstein (erbaut um 1395)

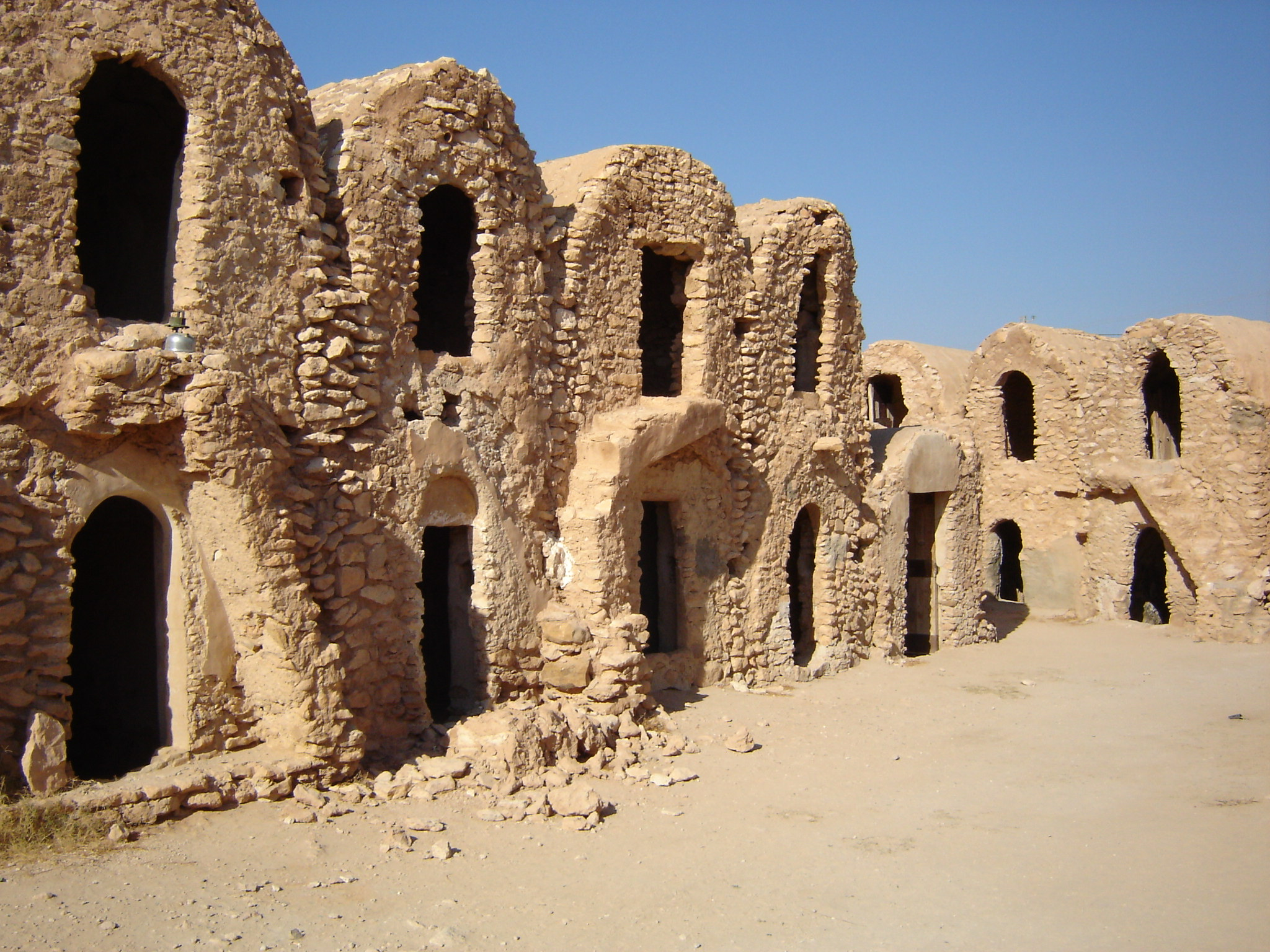
Speicherkammern (ghorfas) des Ksar Haddada, Südtunesien

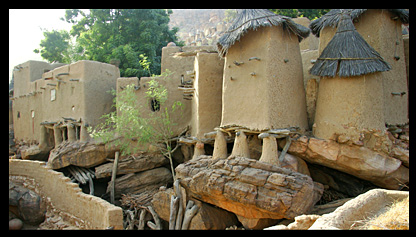
Getreidespeicher der Dogon in Mali

Ein Getreidespeicher, auch Kornspeicher, Kornhaus, Getreidekasten oder Granarium, ist ein Speichergebäude hauptsächlich für Getreide oder Saatgut. Es gibt viele bauliche Varianten und lokale Bezeichnungen, im Niederdeutschen Spieker, im Bairisch-Österreichischen Troadkastn oder Traidkasten, in Teilen von Österreich Schüttkasten.  Im Kanton Tessin spricht man von einer Torba, in Frankreich und selbst im spanischen Galicien von einem Grenier. Die aus dem Arabischen entlehnte kastilische Bezeichnung lautet Alhóndiga.

## Funktion
Getreidespeicher haben die Aufgabe, das erwirtschaftete Korn selbst bei Regen trocken und vor aufsteigender Bodenfeuchte und Schädlingsbefall (Tierfraß) geschützt zu lagern. In manchen Fällen dienten größere Gebäude auch als Zehntscheuern der jeweiligen Grundherrn oder als städtische Lagerstätten für Notzeiten.

## Geschichte
Die ersten archäologischen Belege für systematische angelegte Getreidespeicher gibt es im Präkeramischen Neolithikum A (etwa 9.500–8.800 v. Chr.), z. B. aus Bab edh-Dhra am Toten Meer. Die etwa 3 × 3 m großen Gebäude verfügten über einen erhöhten Boden, um Luftzirkulation zu fördern und Schädlinge abzuhalten. Davor scheint es Getreidespeicher nur im kleinen Ausmaß gegeben zu haben.
In Ägypten wurde das Holzmodell eines Getreidespeichers gefunden. Im Norden der Iberischen Halbinsel gibt es Hórreos, deren Ursprung von einigen Forschern bis in die Antike zurückverfolgt wird. In den Berbergebieten Südmarokkos gab es Agadire (im Süden Tunesiens als Ksur bezeichnet), die jedoch auch anderen Zwecken dienten. Eindrucksvoll sind auch die traditionell aus Lehm gebauten Speicherbauten der Dogon in Mali.
Auf den Bau von Getreidespeichern in Deutschland hatten die Anordnungen zur Brandverhütung des 18. Jahrhunderts im Kurfürstentum Trier und in weiteren Kurfürstentümern des Heiligen Römischen Reiches großen Einfluss. Eine Befreiung von Frondiensten bzw. Staatssteuern auf Zeit wurde Bauherren beim Neubau von Häusern aus Steinen – statt des damals üblichen Fachwerks – gewährt. Dort hieß es im § 3 der kurtrierischen Gesamtverordnung vom 27. November 1783, dass „die Personal-Freyheit auf drey Jahre hiermit gnädigst verstattet seyn“. Der § 1 bestimmte, dass für jeden Neubau eine Zeichnung einzureichen sei, aus der „entnommen werden kann, dass keine Feuersgefahr so leichter Dinge zu beförchten seye“. Insbesondere sei darauf zu achten, dass „in den Dörfern nicht ein Haus zu nahe an das andere gebauet“ wird. Zudem wird das Verbot des „offenen Umtragens des Lichtes auf Fruchtböden (Getreidespeichern), wie auch das dortige Tabakrauchen“ im § 9 ausgesprochen.

## Bauformen
Getreidespeicher hatten abhängig vom Lagervolumen verschiedene Bauweisen. Während kleinere Speicher direkt an Bauernhöfen angelegt wurden, befanden sich größere Speicher in Burg- oder Klosteranlagen, an Häfen oder innerhalb von Städten. Verschiedene Bauweisen wurden mit dem Ziel entwickelt, die Lagerung des Getreides möglichst trocken und schädlingsarm zu gestalten.
Grundsätzlich unterscheidet man Bodenspeicher und Silospeicher. Bodenspeicher sind gewöhnlichen Gebäude mit Stockwerken (Balkenlagen) vergleichbar, bei großer Grundfläche und kleiner Höhe. Sie sind begehbar, denn zur Erhaltung des Getreides muss dieses immer wieder umgeschüttet (manuell oder maschinell) werden. Zur Trocknung des Getreides müssen Lüftungsvorrichtungen (z. B. Fenster) vorhanden sein. Silospeicher sind Schachtspeicher, also Gebäude, die durch senkrechte Zwischenwände in Einzelräume von kleiner Grundfläche und großer Höhe geteilt sind.
Aus traditionellen Baumaterialien errichtete Speichergebäude sind schlecht vor Mäusen zu schützen, die an Putz, Naturstein und grob bearbeitetem Holz senkrecht hochlaufen können. Speicher wurden darum oft auf Mäusepfeilern mit aufliegender und überhängender Steinplatte errichtet, die von den Mäusen nicht zu überwinden war. Auf diese Art aufgeständerte Scheunen wurden gelegentlich auch als Pfeilerscheune bezeichnet.
Je nach Zeitalter, Größe und Bedarf gibt es verschiedene technische Ausstattungen. Für vertikalen und horizontalen Transport sind diverse Förderanlagen wie Winden und Aufzugsanlagen, Schneckenförderer oder Förderbänder möglich. Weiter sind vielfach Waagen oder Vorrichtungen zur Reinigung (z. B. Siebe und Windfegen) vorhanden.
In trockenen Gebieten kommen Getreidegruben bzw. Kornkeller vor. Diese unterirdischen Behälter werden auf einem erhöhten, vor einer Überschwemmung geschützten Platz angelegt.
Vielfach wurden Getreidespeicher wegen hoher Brandgefahr abseits bewohnter Gebäude errichtet. Da sie zwingend trocken sein mussten, war jeder Kamin oder Herd, wie sie in bewohnten Behausungen vorkommen, eine potentielle Gefahrenquelle.

## Heutige Nutzungsmöglichkeiten
Landwirtschaftlich nicht mehr benötigte Getreidespeicher können für unterschiedliche Nachnutzungen revitalisiert werden. Sie können beispielsweise zu Wohnungen, Restaurants oder Kultur- und Ausstellungsgebäuden umgebaut werden.